# I Can't Sleep at Night
"I Can't Sleep at Night" er en sang af den australske sangerinde Dannii Minogue, og blev skrevet af Minogue, Rob Davis og Jewels & Stone. Sangen blev inkluderet på Minogues samlealbum The Hits & Beyond (2006) og på sporlisten på Minogues femte studiealbummet Club Disco (2007). Sangen blev udgivet i januar 2007 som digital download i Australien, Storbritannien i Nordamerika.

## Formater og sporliste
Digital download
1. "I Can't Sleep at Night" (Radio Edit) – 3:31
2. "I Can't Sleep at Night" (KB Project Remix) – 6:12
3. "I Can't Sleep at Night" (Kenny Hayes Sunshine Funk Dub) – 6:04
4. "I Can't Sleep at Night" (Instrumental) – 3:29
5. "I Can't Sleep at Night" (Kenny Hayes Sunshine Funk Mix) – 6:06
6. "I Can't Sleep at Night" (Afterlife Remix) – 5:43
7. "I Can't Sleep at Night" (Friday Night Posse Remix) – 6:30